# Naturschutzgebiet Feldberg (Brilon, HSK-211)

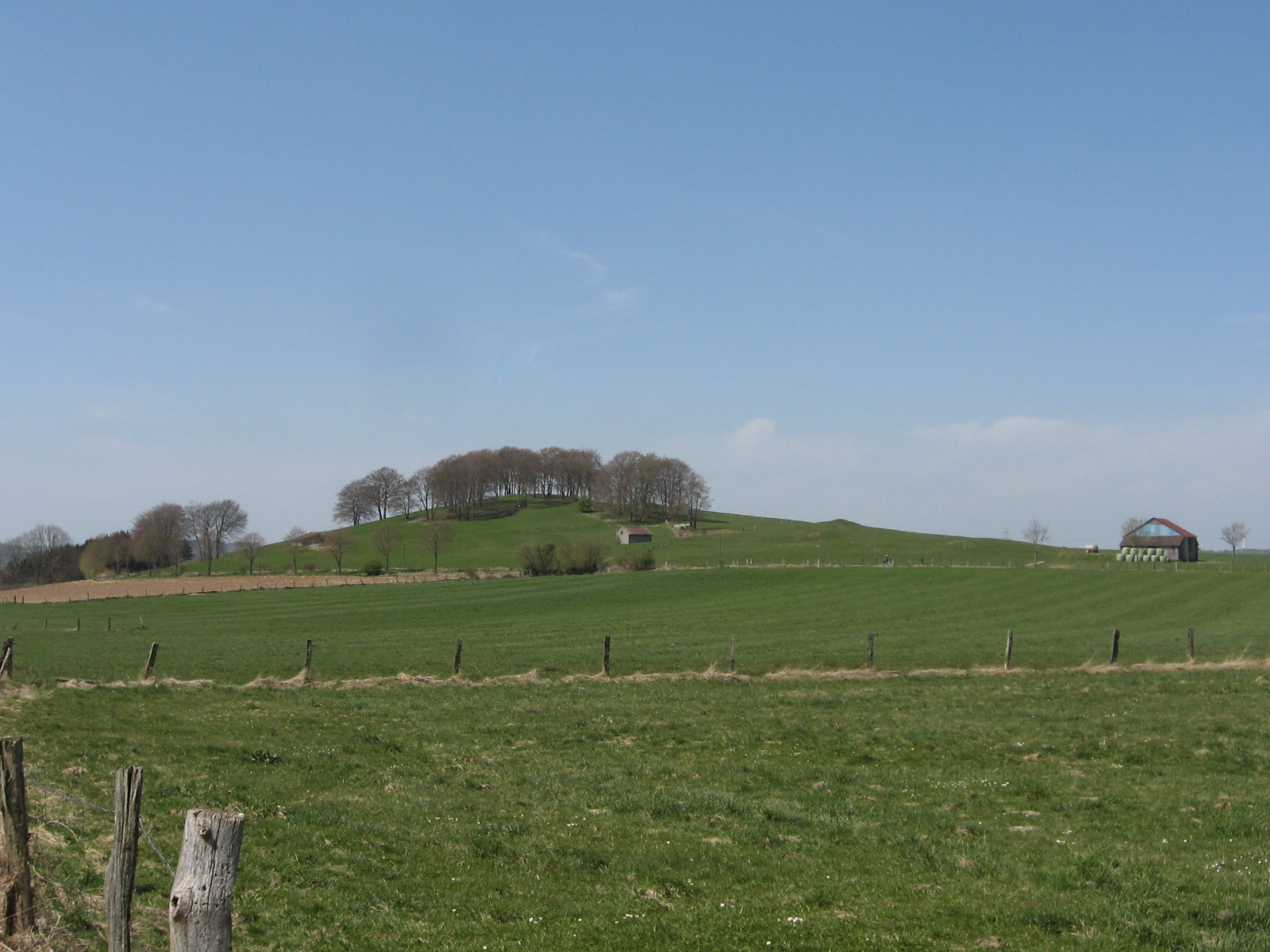
NSG Feldberg auf der Hügelkuppe, im Vordergrund Teile des NSG Königswiese

Das Naturschutzgebiet Feldberg (Kennung HSK-211) mit einer Größe von 5,1 ha liegt südwestlich von Thülen im Stadtgebiet von Brilon. Das Gebiet wurde 2001 mit dem Landschaftsplan Hoppecketal durch den Hochsauerlandkreis als Naturschutzgebiet (NSG) ausgewiesen. Westlich schließt sich das gleichnamige Naturschutzgebiet Feldberg (Brilon, HSK-512) mit einer Größe von 1,74 ha an, welches 2008 mit dem Landschaftsplan Briloner Hochfläche durch den Kreis ausgewiesen wurde. Direkt südlich grenzt ferner das Naturschutzgebiet Königswiese an das NSG. Es ist eines von 31 Naturschutzgebieten in Brilon, welche zur Gruppe der Kalkkuppen mit speziellen Verboten gehören. In den Datenbanken des Landesamtes für Natur, Umwelt und Verbraucherschutz Nordrhein-Westfalen (LANUV) und des Bundesamtes für Naturschutz (BfN) wird dieses NSG unter Naturschutzgebiet Feldberg <LP Hoppecketal> (Kennung HSK-211) geführt. Das NSG gehört seit 2023 zum Vogelschutzgebiet Diemel- und Hoppecketal mit angrenzenden Wäldern.

## Gebietsbeschreibung
Beim NSG handelt es sich um den östlichen Teil der Bergkuppe Feldberg. Im NSG befindet sich nur Grünland; dazu gehört auch Magerrasen und einige Bäume.
Es wurden durch das Landesamt für Natur, Umwelt und Verbraucherschutz Nordrhein-Westfalen Pflanzenarten wie Acker-Kratzdistel, Breitblättriger Thymian, Echtes Labkraut, Gras-Sternmiere, Jakobs-Greiskraut, Kleiner Wiesenknopf, Knolliger Hahnenfuß, Magerwiesen-Margerite, Mittlerer Wegerich, Moschus-Malve und Wiesen-Flockenblume nachgewiesen.

## Schutzzweck
Schutz des Magergrünlandes und dessen Arteninventar. Wie bei allen Naturschutzgebieten in Deutschland wurde in der Schutzausweisung darauf hingewiesen, dass das Gebiet „wegen der Seltenheit, besonderen Eigenart und Schönheit des Gebietes“ zum Naturschutzgebiet wurde.
Der Landschaftsplan führt zum speziellen Schutzzweck auf: „Erhaltung und Optimierung der artenreichen Pflanzengesellschaften von Magergrünland auf basenreichem Untergrund; Sicherung der erdgeschichtlich und landeskundlich interessanten Gesamtzusammenhänge im Bereich der Königswiese.“

## Verbote
Zu den normalen Verboten in Naturschutzgebieten kommen beim NSG Feldberg wie bei den anderen 30 Briloner Kalkkuppen für festgelegte Kernzonen zusätzliche Verbote hinzu. Es ist verboten, die Kalkkuppen zu düngen, zu walzen und zu schleppen. Es dürfen nicht mehr als zwei Großvieheinheiten pro Hektar gleichzeitig weiden. Ferner darf erst ab dem 1. Juli eines Jahres gemäht werden.